# ダーフィット・オイエンス
ダーフィット・オイエンス（David Oyens、1842年7月29日 - 1902年2月11日）は、オランダの画家である。ピーテル・オイエンス（Pieter Oyens: 1842-1894）と双子の兄弟であり、双子の兄弟はおもにベルギーのブリュッセルで活動し、風俗画や肖像画を描いた。

## 略歴
アムステルダムの裕福な銀行家の息子に生まれた。アマチュア画家であった母親から勧められて兄弟は8歳からアムステルダムの画家に学んだ後、ブリュッセル王立美術アカデミーの夜間コースで学び、2年後オリエンタリズムの画家、ジャン＝フランソワ・ポルテールの工房で学んだ。
ブリュッセル首都圏地域のサン＝ジョス＝タン＝ノードに兄弟の共同のスタジオを開き、しばしばお互いのモデルを務めた。家族からの遺産の相続によって自由な生活を送ることが可能になった。ダーフィット・オイエンスは1866年に結婚した。
1875年に文学者、美術批評家のカミーユ・レモニエ（Camille Lemonnier）に賞賛されて、人気のある画家となり、多くの注文や報酬が得られるようになった。ブリュッセルで開かれる展覧会で金メダルを受賞し、1889年のパリ万国博覧会の展覧会などにも出展した。弟とともに新しい美術を志向するブリュッセルの美術家グループの自由美術協会の芸術家たちとも活動し影響を受けたが、後にオイエンス兄弟の絵画スタイルは時代遅れとされた。
ピーテル・オイエンスともに日常生活を描く風俗画や肖像画を描いた。ピーテル・オイエンスは1893年に51歳で結婚するが翌年亡くなり、ダーフィット・オイエンスに精神的な痛手を与えた。家族と1895年にオランダのアーネムに移ったが1900年に再びブリュッセルに戻り、1902年にブリュッセルで亡くなった。

## 作品

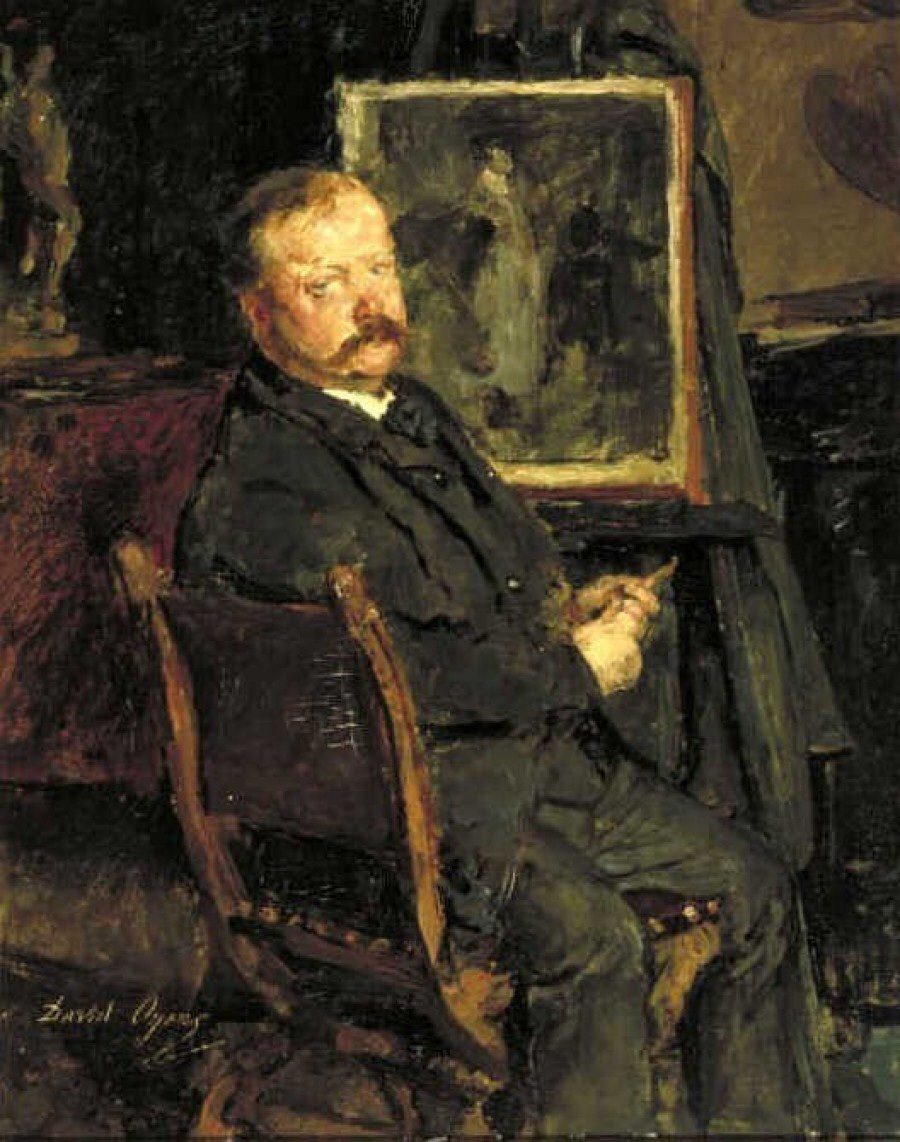
ピーテル・オイエンスの肖像画 (c.1879) ボイマンス・ヴァン・ベーニンゲン美術館
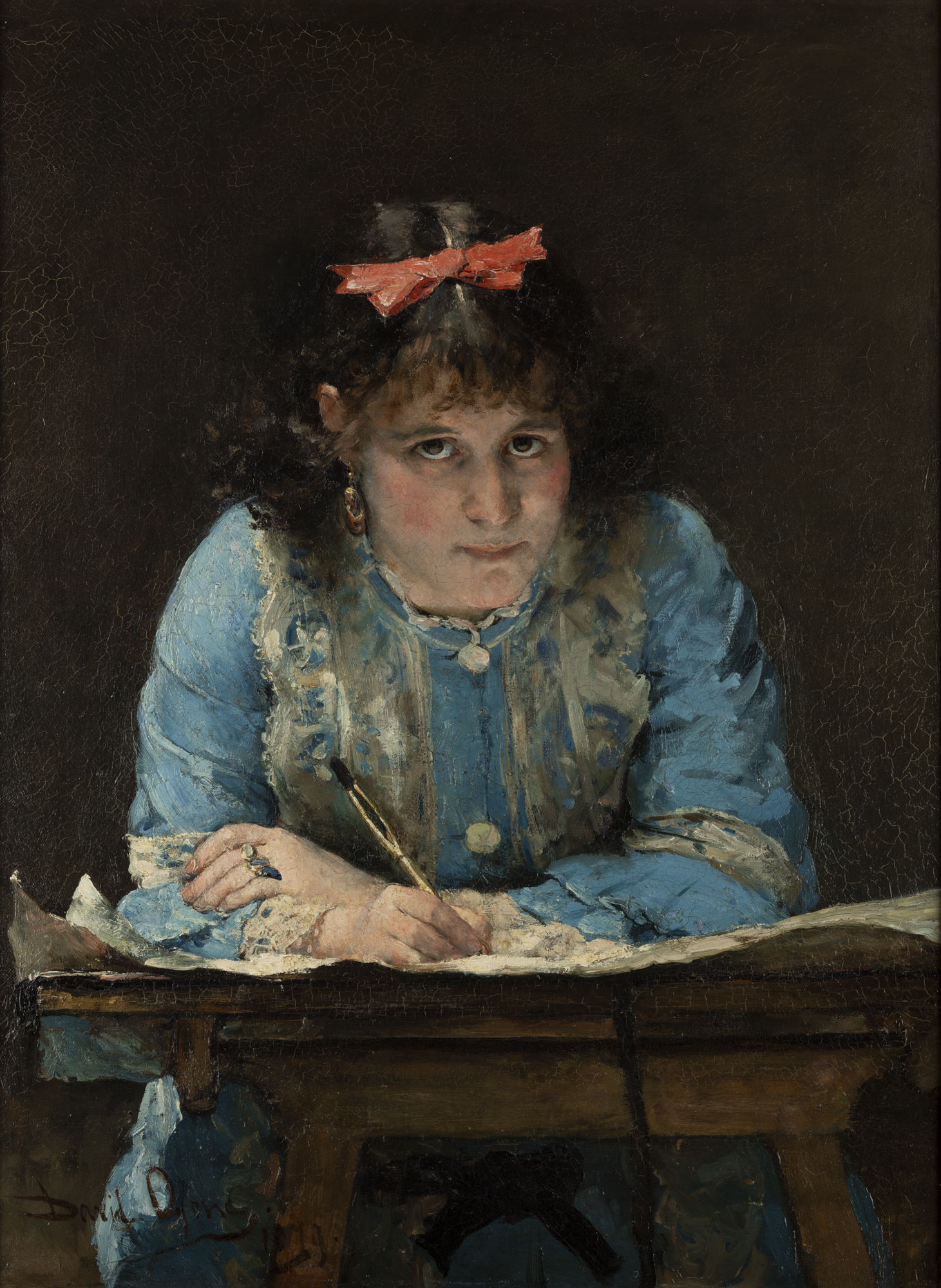
スケッチする女性(1879) ドルトレヒト美術館
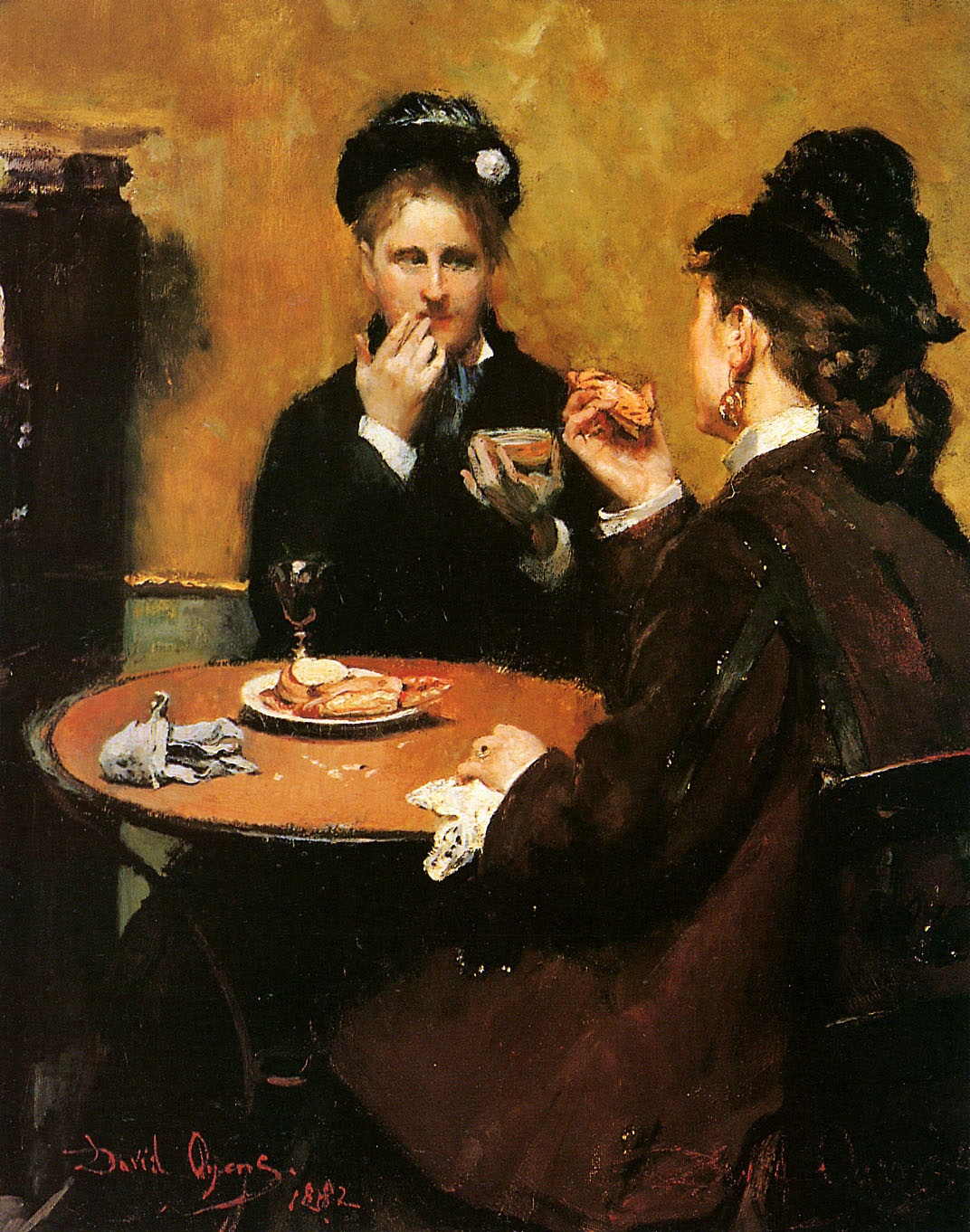
レストランで (1882) ボイマンス・ヴァン・ベーニンゲン美術館
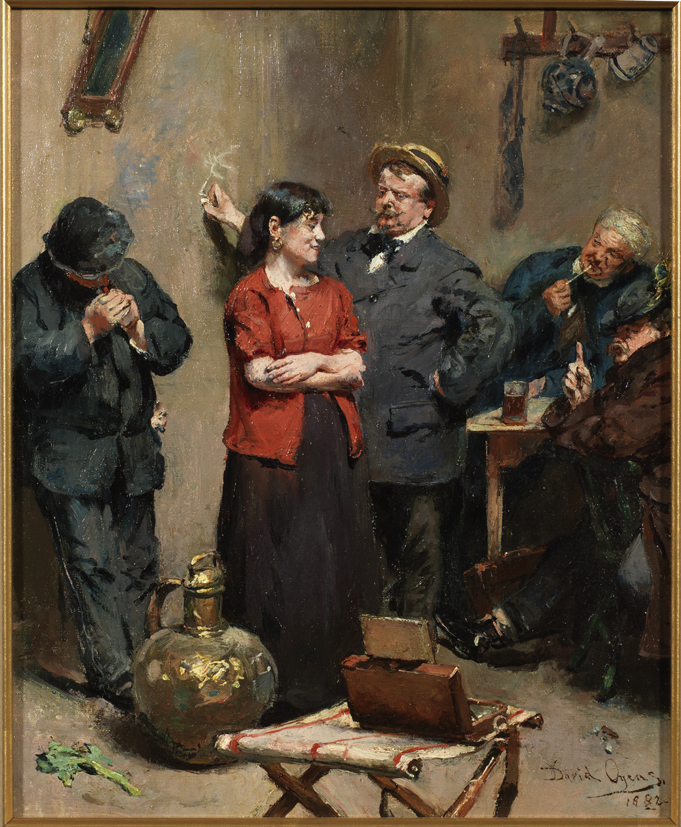
場末のカフェ (1882) フローニンゲン美術館

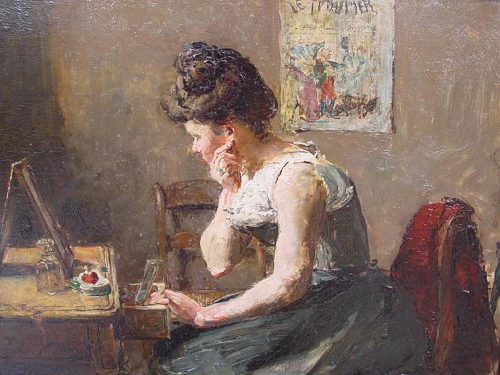
ドレッシングルーム(c.1880)
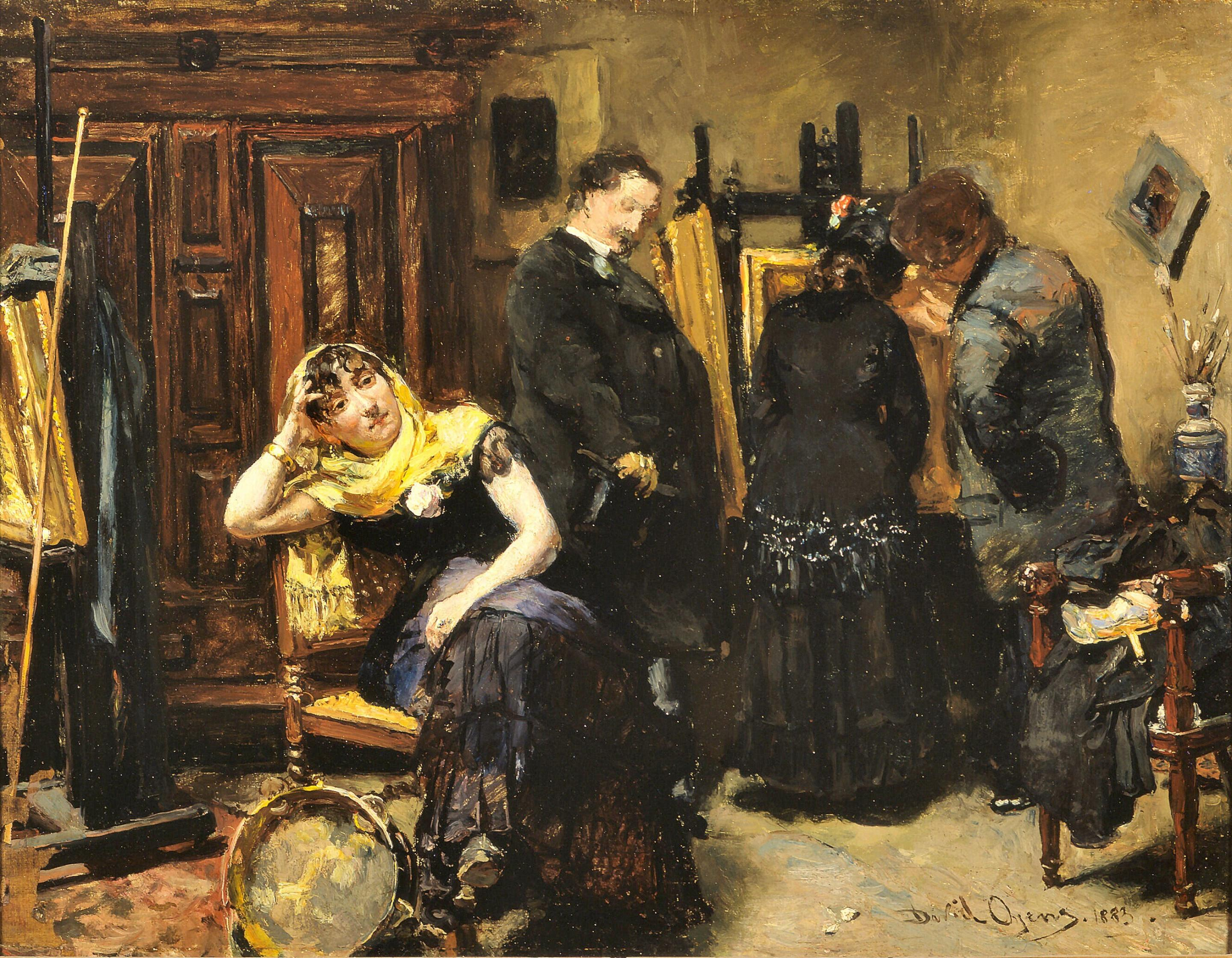
スタジオの訪問者(1883) ボイマンス・ヴァン・ベーニンゲン美術館
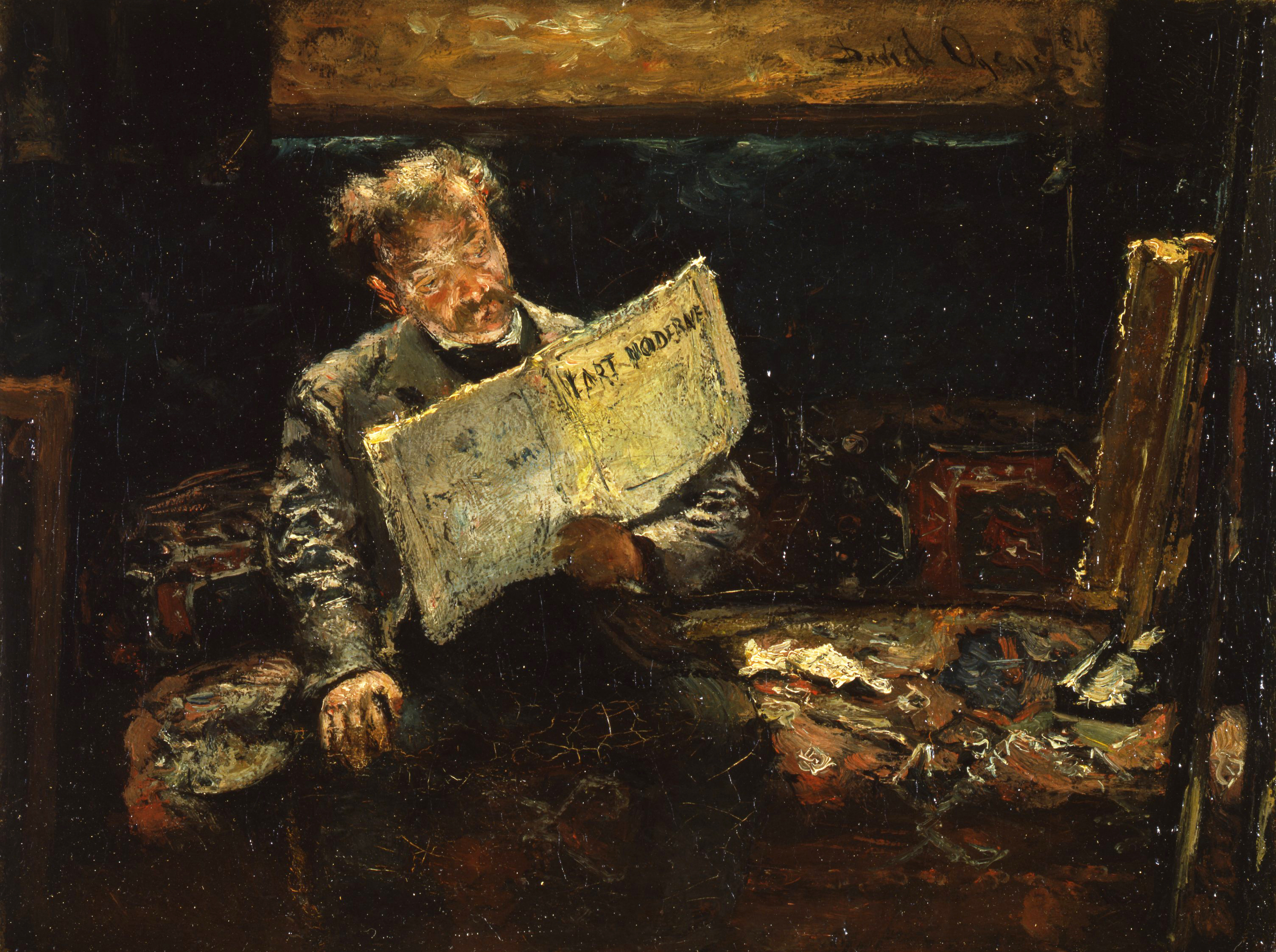
美術新聞を読む画家(1884) ドルトレヒト美術館